# PTKiGK
Przedsiębiorstwo Transportu Kolejowego i Gospodarki Kamieniem, PTKiGK – nazwa używana w latach 90. XX wieku i na początku XXI wieku przez dwa polskie przedsiębiorstwa świadczące usługi z zakresu transportu kolejowego. Przedsiębiorstwa PTKiGK powstały w 1993 roku w wyniku prywatyzacji dwóch specjalistycznych zakładów kolejowych w Rybniku i Zabrzu, świadczących usługi przewozowe i obsługi bocznic kolejowych kopalń węgla kamiennego na terenie GOP i ROW. Oba przedsiębiorstwa przewozowe miały wspólnych akcjonariuszy. W wyniku zmian właścicielskich do 2011 roku zostały całkowicie zintegrowane ze spółką DB Cargo Polska i zakończyły samodzielną działalność gospodarczą.
Działalność przedsiębiorstw PTKiGK polegała na: wykonywaniu licencjonowanych przewozów kolejowych rzeczy, kompleksowej obsłudze transportowej bocznic kolejowych, udostępnianiu pojazdów kolejowych, bieżącym utrzymaniu infrastruktury kolejowej, bieżącym utrzymaniu lokomotyw i wagonów, wykonywaniu przeglądów okresowych, doradztwie w sprawach organizacji i obsługi ruchu kolejowego.
Nazwy PTKiGK używały spółki:
- Przedsiębiorstwo Transportu Kolejowego i Gospodarki Kamieniem w Zabrzu – przedsiębiorstwo założone w 1953 roku pod nazwą Zakładu Kolejowego Zabrzańskiego Zjednoczenia Przemysłu Węglowego. W 2006 posiadało 2,19% rynku przewozów kolejowych w Polsce[1]. W 2007 roku włączone do PTK Holding.
- Przedsiębiorstwo Transportu Kolejowego i Gospodarki Kamieniem w Rybniku – przedsiębiorstwo założone w 1966 roku pod nazwą Zakładu Transportu Kolejowego i Gospodarki Kamieniem. Sprywatyzowane w formie pracowniczej spółki akcyjnej; w 2007 roku kontrolny pakiet akcji nabył niemiecki holding PCC SE, działający w Polsce poprzez spółkę-córkę PCC Rail[1]. W 2006 posiadało 1,52% rynku przewozów kolejowych w Polsce[1]. Po przejęciu dalszych akcji przez PCC, w 2008 roku przemianowane na PCC Rail Rybnik, a w 2010 roku na DB Schenker Rail Rybnik.